# Assamaka
Assamaka (auch: Assamakka, Assamanka) ist ein Dorf in der Gemeinde Ingall in Niger. Der Ort ist eine wichtige Zwischenstation für Migranten, die oft ohne gültige Papiere nach Algerien kommen.

## Geographie
Der Grenzort befindet sich im Norden des Landes in der Wüste Talak und liegt auf einer Höhe von 389 m. Der gegenüberliegende Grenzort in Algerien ist das rund 35 Kilometer entfernte In Guezzam. Die Distanz von Assamaka zum Gemeindehauptort Ingall beträgt etwa 370 Kilometer. Die nächstgelegene Großstadt in Niger ist das etwa 200 Kilometer entfernte Arlit.

## Geschichte

Assamaka im Februar 1985

Assamaka bestand zunächst lediglich aus einer Zollstation und einem Militärposten, bis sich Mitte der 1980er Jahre mit zunehmendem Handel zwischen Niger und Algerien eine kleine Siedlung entwickelte.
Im Jahr 1979 führte die erste Ausgabe der Rallye Dakar über Assamaka.

## Bevölkerung
Bei der Volkszählung 2001 hatte das Dorf 365 Einwohner, die in 67 Haushalten lebten. Bei der Volkszählung 2012 betrug die Einwohnerzahl 513 in 103 Haushalten.

## Wirtschaft und Infrastruktur
Assamaka liegt an der sogenannten Hoggar-Piste, einer Transsahararoute, die Teil der Fernstraße Algier-Lagos-Highway ist. Die Streckenabschnitte nach Arlit und In Guezzam sind nicht asphaltiert.

## Migranten
Der Ort ist eine wichtige Zwischenstation für Migranten, die oft ohne gültige Papiere nach Algerien reisen. Aus Algerien ausgewiesene Nigrer werden zunächst nach Assamaka gebracht, von wo aus die Polizei Weitertransporte nach Arlit organisiert. Außerdem schiebt Algerien immer wieder nicht-nigrische Geflüchtete ab, die einige Kilometer nördlich von Assamaka in der Wüste ausgesetzt werden.

## Bildung
Es gibt eine Schule im Dorf.